# بيئة (فيزياء حيوية)

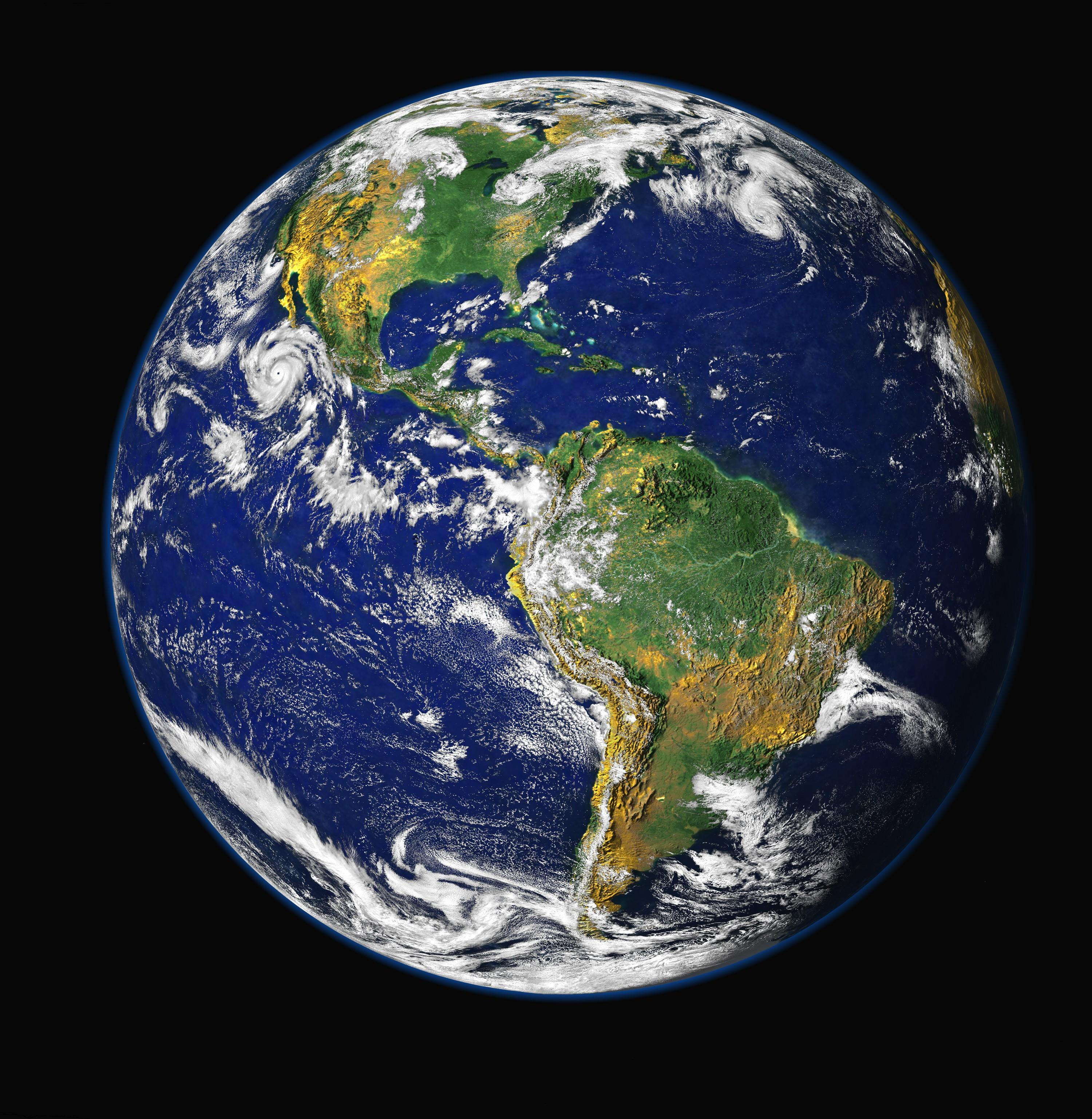

البيئة (بالإنجليزية: Environment)‏ في علم الفيزياء الحيوية هي كل المكونات الحية واللاحية التي تحيط بكائن حي واحد، أو بمجتمع من الكائنات الحية، والتي تضم، تبعا لذلك، العوامل التي يكون لها تأثير على بقاء ونمو وتطور ذلك الكائن أو تلك الكائنات. والبيئة بمفهومها الفيزيائي الحيوي يمكن أن تتراوح في حجمها من القد المجهري إلى الحَيّز العالمي في الاتساع. ويمكن أيضًا تقسيمها وفقًا لصفاتها. وتشمل أمثلة ذلك البيئة البحرية ، والبيئة الجوية والبيئة الأرضية. وبناء علي المفهوم الفيزيائي الحيوي للبيئة، يمكن تعريف عدد لا حصر له من البيئات نظراً لأن كل كائن حي له بيئته الخاصة به.
في العموم يشير مصطلح «البيئة» إلى البيئة العالمية الوحيدة التي يتعلق بها مستقبل الإنسانية، لكنها - في ساقٍ آخر - قد تعني البيئة المحلية لمجتمع ما أو بلد ما، على سبيل المثال، وكالة حماية البيئة الأمريكية.

## التفاعل بين الحياة والبيئة
على الحياة أن تكون متكيفة مع الظروف البيئية، كالحرارة والضوء والرطوبة والتربة، الخ. كل هذا له تأثير على الأنواع التي تستطيع العيش ببيئة معينة. إلا أن الحياة يمكن أن تعدل على البيئة أيضا. بعض مظاهر الحياة أحدثت تأثير جذري طويل الأمد على البيئة، كدمج الأكسجين بالغلاف الجوي ليصبح جزءا منه، وهي عملية كانت تتمثل في تفكيك ثاني أكسيد الكربون بفعل البكتيريا اللاهوائية التي تستعمل الكربون في عمليات الأيض، وتطلق الأكسجين إلى الغلاف الجوي، وبفضل هذا استطاعت الحياة النباتية والحيوانية الظهور على الأرض(حدث التأكسد الكبير). أمثلة أخرى على تفاعلات بسيطة ومباشرة أكثر هو تأثير الأشجار على الحرارة، إذ أن وجود الأشجار يُنَعِّم دورة الحرارة ويجعلها أقل حدة مقارنة مع المناطق المجاورة غير المحمية بالأشجار.

## العلوم البيئية
العلوم البيئية هي دراسة التفاعلات داخل البيئة الحيوية الفيزيائية. جزء من هذا التخصص العلمي يعنى بالتحقيق في مدى تأثير نشاطات الإنسان على البيئة. علم البيئة فرع من فروع علم الأحياء، وجزء من العلوم البيئية. الدراسات البيئية تخصص أكاديمي واسع يتعلق بدراسة تفاعل الإنسان مع بيئته بشكل منتظم، وهو واسع بحيث بتضمن البيئات الطبيعية، الصناعية، والاجتماعية.
حماية البيئة هي حركة اجتماعية وفلسفية واسعة، والتي تسعى بشكل كبير إلى الحد من أو إلغاء تأثير النشاطات البشرية على البيئة البيوفيزيائية. القضايا التي يهتم بها البيئيين تتعلق بالبيئة الطبيعية، ومن أهمها الاحتباس الحراري، انقراض الأنواع، التلوث، وتضائل حجم الغابات المُعمِّرة.

## اقرأ أيضا
- سقوط الحوت
- الهيئة الحكومية الدولية المعنية بتغير المناخ